# Proyecto LULA
Proyecto LULA es una iniciativa sin ánimo de lucro desarrollada en la Red de Cátedras Telefónica que pretende favorecer la integración de software libre en la docencia universitaria y el intercambio de material didáctico entre las universidades latinoamericanas. LULA es el acrónimo de Linux de Universidades Latinoamericanas. Actualmente, el proyecto está coordinado por la Cátedra Telefónica de la Universidad de Extremadura Aplicación de las Tecnologías de la Información y las Comunicaciones en el entorno universitario.

## Historia
El Proyecto LULA comenzó en el año 2009 con la participación de los responsables educativos y tecnológicos de las universidades que componen el Campus Virtual Latinoamericano (CAVILA). Actualmente, el proyecto está abierto a cualquier universidad latinoamericana interesada en colaborar.
'Linux de Universidades Latinoamericanas' es uno de los proyectos desarrollados por la Red de Cátedras Telefónica. La Red de Cátedras constituye un instrumento destinado a facilitar y potenciar la comunicación y el trabajo conjunto entre algunas de las mejores universidades españolas y Telefónica en el propósito de contribuir al desarrollo de la Sociedad de la Información.

## Distribución LULA
Para cumplir su objetivo, la Cátedra Telefónica de la Universidad de Extremadura decide crear y mantener un sistema operativo basado en Ubuntu caracterizado por recopilar el mayor número de aplicaciones educativas en software libre usadas en el ámbito de las universidades latinoamericanas. Esta distribución Linux recibe el mismo nombre que la iniciativa. En LULA, el personal docente es quien decide qué aplicaciones formarán parte de la distribución.

## Aportaciones y beneficios
Los profesores tienen la posibilidad de solicitar la inclusión de aplicaciones específicas que requieren en su docencia práctica.
Todas las aplicaciones educativas se encuentran al alcance de los alumnos en un único soporte común.
Los profesores tienen la oportunidad de conocer las aplicaciones que utilizan sus colegas de docencia en otras universidades.
Beneficios derivados del uso de software libre: ahorro en costes de licencia, libertad de uso, libre distribución, etc.